# Eriocaulon gomphrenoides
Eriocaulon gomphrenoides är en gräsväxtart som beskrevs av Carl Sigismund Kunth. Eriocaulon gomphrenoides ingår i släktet Eriocaulon och familjen Eriocaulaceae. Inga underarter finns listade i Catalogue of Life.